# Erimyzon oblongus
Erimyzon oblongus är en fiskart som först beskrevs av Samuel Latham Mitchill, 1814.  Erimyzon oblongus ingår i släktet Erimyzon och familjen Catostomidae. Inga underarter finns listade i Catalogue of Life.